# トリオクチルホスフィンオキシド
トリフェニルホスフィンオキシド (Triphenylphosphine oxide) は、化学式 OP(C8H17)3 で表される有機リン化合物である。しばしば TOPO として参照され、抽出剤と安定剤として用いられる。室温で空気に対して安定な白色の固体である。

## 調製と使用
TOPOは通常、トリオクチルホスフィンの酸化によって調製され、トリオクチルホスフィンは三塩化リンのアルキル化によって生成される。 
TOPO の主な用途は、金属、特にウランの溶媒抽出である。高い親油性と高い極性が、このアプリケーションの鍵となる特性である。リン - 酸素結合に起因する双極子の高い極性により、この化合物は金属イオンに結合することができる。オクチル基は、灯油などの低極性溶媒への溶解性をもたらす
。研究所では、トリオクチルホスフィンと TOPOの両方が、CdSe (セレン化カドミウム) からなる量子ドットを生成するためのキャッピングリガンドとして役立つ。これらの場合、TOPOは合成の溶媒として機能し、成長するナノ粒子を可溶化する。TOPOでコーティングされた量子ドットは、通常、クロロホルム、トルエン、および（程度は少ないが）ヘキサンに可溶である。これらの量子ドットは、体の過酷な気候を通過する際の劣化を防ぐための保護バリアの一部として、生物学的アプリケーションでも使用される。   